# 南渡島消防事務組合
南渡島消防事務組合（みなみおしましょうぼうじむくみあい）は、北海道北斗市、亀田郡七飯町、茅部郡鹿部町が組織する一部事務組合（消防組合）。北斗市に消防本部を置く。

## 概要

### 所在地
- 消防本部・北斗消防署 
〒049-0162 北海道北斗市中央2丁目6-6
  - 北分署
〒041-1201 北斗市本町494
  - 七重浜出張所（ななえはま）
〒041-0111 北斗市七重浜2丁目37-7
  - 茂辺地分遣所（もへじ）
〒049-0281 北斗市茂辺地1丁目4-3
  - 当別分遣所（とうべつ）
〒049-0283 北斗市三ツ石1丁目1-3
- 七飯消防署 
〒041-1105 北海道亀田郡七飯町桜町2丁目3-1
  - 大中山分遣所 
〒041-1122 七飯町大川11丁目340-3
  - 大沼分遣所 
〒041-1354 七飯町字大沼町786-4
- 鹿部消防署 
〒041-1403 北海道茅部郡鹿部町字宮浜286-1

### 管内の概要
- 管内人口 : 79,055人（北斗市 46,608人、七飯町 28,456人、鹿部町 3,991人）

2018年（平成30年）4月
- 管内世帯数 : 39,886世帯（北斗市 22,178世帯、七飯町 13,717世帯、鹿部町 1,852世帯）

2018年（平成30年）4月
- 管内面積 : 上記を参照

## 沿革
- 1972年（昭和47年）12月18日 - 上磯町、大野町、七飯町によって南渡島消防事務組合が設置される。
- 2004年（平成16年）12月1日 - 鹿部町が加入する。
- 2006年（平成18年）2月1日 - 上磯町と大野町が合併し、北斗市となる。

## 組織
消防職員の数は、2018年（平成30年）現在、170人となっている。
- 消防長
  - 消防本部
    - 総務課
    - 情報通信課

  - 北斗消防署
    - 庶務課
    - 指揮対策課
    - 災害調査課
    - 警防課
    - 予防課
    - 北分署
    - 七重浜出張所
    - 分遣所（茂辺地、当別）

  - 七飯消防署
    - 庶務課
    - 予防課
    - 警防課
    - 分遣所（大中山、大沼）

  - 鹿部消防署
    - 庶務課
    - 予防課
    - 警防課

## 消防車両
南渡島消防事務組合・北斗消防署管内には石油備蓄基地が立地しているため、いわゆる三点セット(高所放水車、大型化学消防車、泡原液搬送車)が配備されている。
- 水槽付消防ポンプ自動車：11
- 消防ポンプ自動車：5
- 大型水槽車：1
- 大型化学消防車：1
- 化学消防車：2
- 泡原液搬送車：1
- 救助工作車：1
- 大型高所放水車：1
- 電源・照明車：1
- 指揮車：2
- 高規格救急車：6
- 資機材搬送車：4
- 広報車：5
- 救命用ゴムボート：1

※一部消防団共用の車両も含む。
※基本的に平成29年度版の消防年報に基づいているが、車両の更新などにより変更した部分がある。